# Mission spéciale à Caracas
Pour plus de détails, voir Fiche technique et Distribution.
Mission spéciale à Caracas est un film franco-hispano-italien réalisé par Raoul André et sorti en 1965.

## Synopsis
Un groupe d'exilés au Venezuela montre à un groupe anti-castriste une bombe puissante qu'ils ont mise au point. L'engin est acheté pour une somme importante de diamants, qui sont placés dans un portefeuille avec les plans de la bombe. Cependant, la bombe ne peut être fabriquée qu'en France. L'action se déroule presque entièrement sur un bateau de croisière dans l'Atlantique.

## Fiche technique
- Titre : Mission spéciale à Caracas[1]
- Réalisateur : Raoul André, assisté de René Gainville
- Scénariste : Raoul André, Jean Curtelin, Gianfranco Parolini adapté  d'après le roman de Claude Rank :  Treize femmes
- Dialogue : José María Palacio
- Directeur de la photographie : Pierre Petit
- Ingénieur du son : Gérard Brisseau
- Montage : Gabriel Rongier
- Compositeur : Michel Magne
- Décors : Sigfrido Burmann et Louis Le Barbenchon
- Production : 
  - Producteur(s) délégué(s) : Robert de Nesle
- Société(s) de production : Cinecittà (Italie) , Comptoir Français du Film Production (CFFP) et  Urfesa P.C. (Espagne)
- Pays de production :  France -  Espagne -  Italie
- Langue originale : français
- Format : Couleur (Eastmancolor) - Son mono
- Genre : Aventure, Espionnage
- Durée : 78 minutes
- Date de sortie :	
  - France : 6 octobre 1965

## Distribution
- Roland Carey : Gil Becker
- Jany Clair : Caroline
- Louise Carletti : Martine de Lainville
- Michel Lemoine : Loys Lequemenec
- Janine Reynaud : Véronique
- Saro Urzì : Émile Vasson
- Alain Gottvallès : Commissaire De Breuil
- Yvonne Monlaur : Muriel
- Christa Lang : Christelle
- Dominique Page : Lydia
- Dominique Saint Pierre : Yannick
- Mireille Granelli : Dominique
- Sonia Bruno : Laura
- Christian Kerville : Boris Gordine
- Paul Demange : Cicéron
- Henri Lambert : Karl
- Claude Salez : Frantz
- Josy Andrieu : Renée
- Willy Braque : un policier
- Manga Tani
- Alain Bouvette
- Manuel Zarzo
- Ángel del Pozo
- Rufino Inglés
- Mirella Manni
- Nello Pazzafini
- Dominique Zardi